# George Foreman
George Edward Foreman, född 10 januari 1949 i Marshall, Texas, död 21 mars 2025 i Houston, Texas, var en amerikansk tungviktsboxare som vann OS-guld 1968 och som senare erövrade VM-titeln två gånger; vid det senare tillfället som den äldste mästaren någonsin med ett rekordlångt spann på över 21 år mellan titelerövringarna. Foreman, som rankas som en av de mest hårtslående tungviktarna genom tiderna, var vid sidan om boxningen utbildad pastor (baptist), entreprenör och författare.

## Biografi

### Tidiga år
George Foreman föddes och växte upp i Marshall, Texas, tillsammans med sex syskon, modern och styvfadern J.D Foreman. Fadern, Leroy Moorehead, hade tidigt lämnat familjen. Foreman var från tidiga år intresserad av amerikansk fotboll och idoliserade Jim Brown, men snart tog boxningen all hans tid. Foreman var under ungdomsåren inte sällan i trubbel med lagen och vid 15 års ålder hoppade han av skolan. På fritiden var han ofta inblandad i gatuslagsmål och gängsammandrabbningar. Det var under dessa år som han till sist bestämde sig för att gå med i Job Corps och han flyttade till Kalifornien för att få en riktig skolning inom boxning.

### Talang som snabbt slog sig fram
Foreman visade sig vara en talang med framförallt en stor slagstyrka i sin högerhand. Han fullbordade en lysande amatörkarriär genom att endast 19 år gammal vinna OS-guld i klassen tungvikt i Mexico City 1968. Året efter debuterade "Big George" som proffs och gjorde sig snabbt ett namn som fruktad knockout-maskin. Han radade upp 37 raka segrar (34 på knock-out) innan han i januari 1973 fick möta världsmästaren Joe Frazier.

### Världsmästare
"Smokin Joe" var favorit men visade sig vara chanslös mot den urstarke utmanaren. Redan i andra ronden stoppade domaren matchen då Frazier synat golvet hela sex gånger. Foreman försvarade sedan titeln två gånger innan han hösten 1974 mötte Muhammad Ali i The rumble in the jungle, den berömda match som skulle gå av stapeln i Kinshasa, Zaire (fd Kongo-Léopoldville). Efter att mycket enkelt ha besegrat José Roman (KO rond 1) och Ken Norton (KO rond 2) var Foreman betraktad som nästan oslagbar, och följaktligen storfavorit mot den sju år äldre utmanaren.

### Chockförlust i djungeln

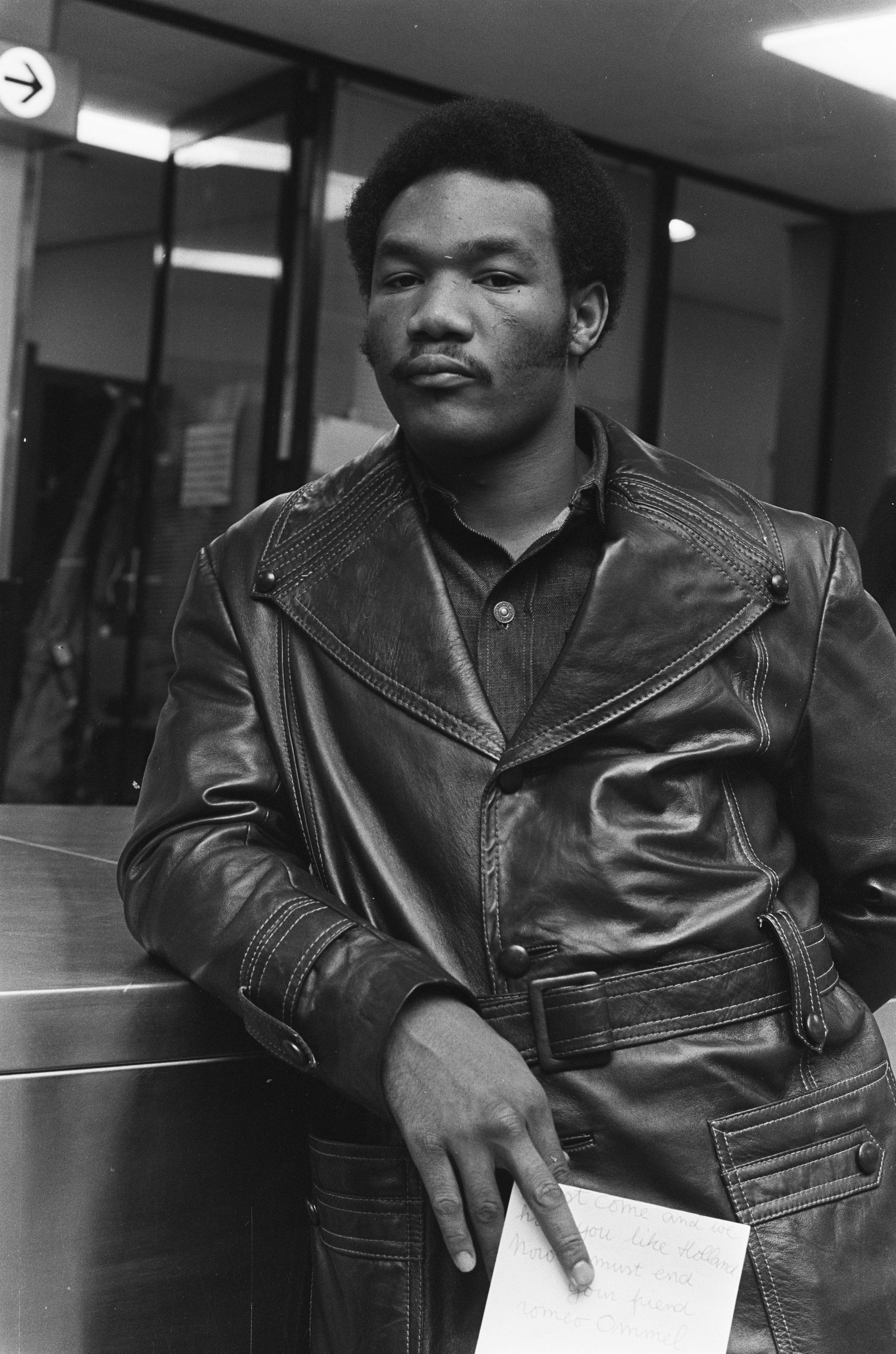
Foreman 1973

Att Muhammad Alis segerchanser bedömdes som små av expertisen berodde förutom på Foremans slagstyrka och åldersskillnaden också på att Joe Frazier besegrat Ali i deras första möte 1971. I returmatchen 1974, som var en kvalificeringsmatch för att möta Foreman, vann visserligen Ali på poäng men på två möten och totalt 27 ronders boxning hade han inte lyckats golva Frazier en enda gång. Han hade också förlorat en match mot Ken Norton och både Frazier och Norton hade varit chanslösa mot Foreman. Ali överraskade emellertid alla med en ny taktik där han utnyttjade det faktum att Foreman var ovan att gå långa matcher. Hans taktik (kallad "Rope-a-dope" i eftermälet) att trötta ut den fruktade knockoutkungen fungerade perfekt. I åttonde ronden var Foreman slutkörd och blev ett enkelt byte när Ali gick på offensiven och innan ronden var slut hade Ali vunnit på knockout.
Foreman tog förlusten hårt och gick ingen match på över ett år. 1976 mötte han Joe Frazier en andra gång och vann åter på knockout, nu i rond 5. Vägen till en returmatch mot Ali tycktes vara öppen men i mars 1977 förlorade han oväntat på poäng mot Jimmy Young. I omklädningsrummet efter matchen genomgick Foreman ett "andligt uppvaknande" och han skrek att "Jesus Kristus kommer till liv i mig!" "Halleluja, jag är ren!" Endast 28 år gammal bestämde sig Foreman för att lägga av för att istället bli pastor. Senare öppnade han också ett center för att hjälpa ungdomar som kommit på glid i samhället.

### Comeback
Tio år senare förvånade Foreman boxningsvärlden när han helt oväntat gjorde comeback. Han var nästan 20 kg tyngre och mycket långsammare än förr men det fruktade knockout-slaget fanns kvar. Till en början blev han inte tagen på allvar, men efter 24 raka segrar (varav 22 på KO) fick han år 1991 chansen att återerövra titeln, nästan 17 år efter förlusten mot Ali. Regerande mästaren Evander Holyfield vann dock på poäng.

### Världsmästare igen - den äldste någonsin
Foreman hade emellertid inte gett upp drömmen att återerövra VM-titeln, och hösten 1994 fick han en ny chans, mot WBA- och IBF-mästaren Michael Moorer. Och fyllda 45 år gammal lyckades han mot alla odds, 21 år efter att han erövrat VM-titeln efter KO-segern mot Joe Frazier, att åter bli världsmästare i tungvikt. Ett enda mäktigt slag i rond 10 var tillräckligt för att knocka mästaren. Foreman skrev därmed in sig i boxningshistorien som den äldste boxaren som vunnit en VM-titel. Inom ett år hade han dock ingen titel kvar efter att ha blivit fråntagen en och avsagt sig den andra då han inte velat möta de motståndare boxningsförbunden förespråkade. 1997 avslutade han karriären. Foreman hade då gått 81 matcher och vunnit 76 (68 på KO) med endast 5 förluster.

### Till sist populär - in i Hall of Fame

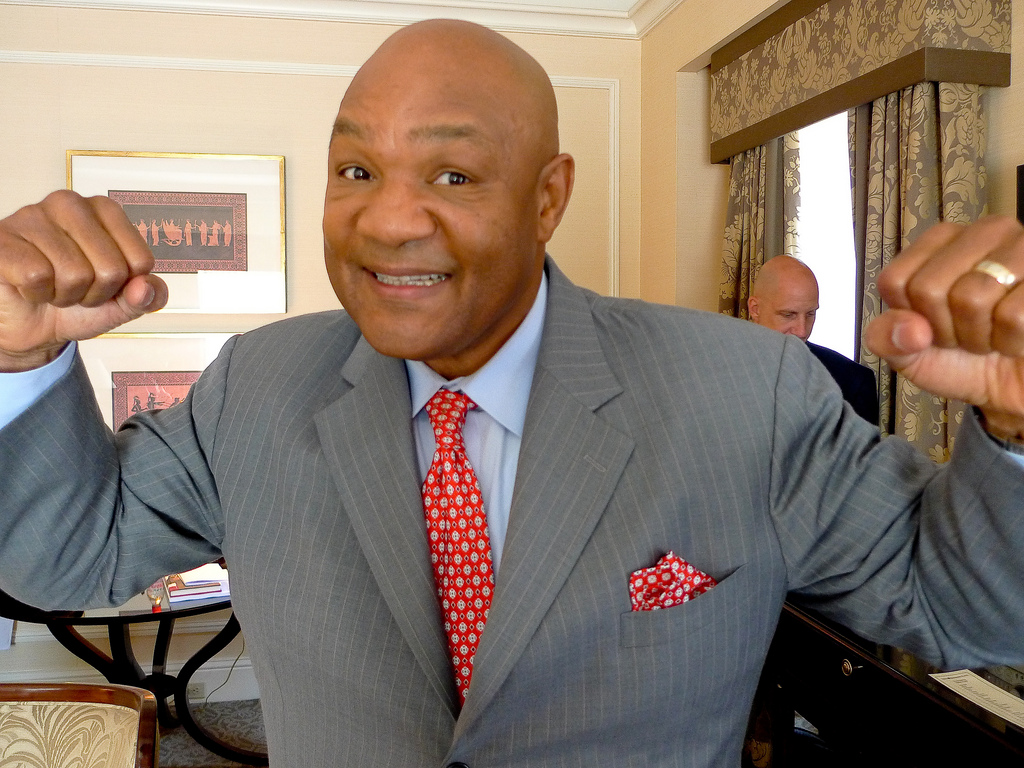
Foreman 2009

George Foreman är invald i boxningens Hall of Fame och självskriven bland de riktigt stora tungviktsmästarna. Han är också en av de mest hårtslående tungviktsboxarna genom tiderna. Foremans KO-procent var ända fram till karriärens sista år den högsta som en tungviktsmästare någonsin haft och bland andra Muhammad Ali har sagt att Foreman utan tvekan var den starkaste motståndaren han någonsin mött. George Foreman arbetade mot slutet av sitt liv som kommentator, var en populär boxningsfigur och gjorde dessutom reklam för allt möjligt; från hamburgare och chips till hemmagrillar.
Foreman hade emellertid inte alltid varit populär bland gemene man. Under första delen av sin karriär var han illa omtyckt av många och till och med hatad av en del afroamerikaner i USA. Detta berodde framförallt på att han efter att ha vunnit OS-guldet 1968 firade segern med att vifta med en amerikansk flagga. I samma OS hade däremot Tommie Smith och John Carlos som vunnit guld respektive brons på herrarnas 200 meter i friidrott gjort en kraftfull protest mot rasismen i USA i samband med prisutdelningen. Och Muhammad Ali hade dessutom året innan fråntagits VM-titeln efter att han vägrat att delta i Vietnamkriget. Detta gjorde att en del såg Foreman som en "uncle Tom" - på det vita etablissemangets sida. Det var först under sin "andra" karriär, dessutom med en helt annan utstrålning, en positiv sådan, som Foreman rönte popularitet i sitt hemland.